# Capitol Loop
Le Capitol Loop, officiellement Capitol Loop I-496, est une route de l'État du Michigan, aux États-Unis.
Située à Lansing, il s'agit d'une route à la forme de boucle issue de l'Interstate 496. Dans sa boucle se trouve le Capitole de l'État du Michigan qui donne son nom à la route.